# Bourgogne-Franche-Comté
Bourgogne-Franche-Comté is een regio van Frankrijk. Deze is op 1 januari 2016 ontstaan door de samenvoeging van de regio's Bourgogne (Nederlands: Bourgondië) en Franche-Comté, respectievelijk de erfgenamen van het historische hertogdom en het vrijgraafschap Bourgondië. Op 6 en 13 december 2015 waren er de eerste verkiezingen voor de 100 leden van de eerste Regionale Raad van Bourgogne-Franche-Comté en de andere nieuwe en ongewijzigde Franse regio's.

## Departementale indeling van de regio
| Regio's voor 2016                          | Departementen                              | Zetels |
| ------------------------------------------ | ------------------------------------------ | ------ |
| Bourgondië                                 | 21 Côte-d'Or                               | 18     |
| Bourgondië                                 | 58 Nièvre                                  | 8      |
| Bourgondië                                 | 71 Saône-et-Loire, Saône en Loire          | 10     |
| Bourgondië                                 | 89 Yonne                                   | 11     |
| Franche-Comté                              | 25 Doubs                                   | 20     |
| Franche-Comté                              | 39 Jura                                    | 9      |
| Franche-Comté                              | 70 Haute-Saône, Boven-Saône                | 10     |
| Franche-Comté                              | 90 Territoire de Belfort                   | 4      |
| Totaal aantal zetels in de Regionale Raad: | Totaal aantal zetels in de Regionale Raad: | 100    |